# Saint-Bonnet-Elvert
Saint-Bonnet-Elvert é uma comuna francesa na região administrativa da Nova Aquitânia, no departamento de Corrèze. Estende-se por uma área de 18,37 km². Em 2010 a comuna tinha 216 habitantes (densidade: 11,8 hab./km²).